# Cave
Das lateinische Wort Cave bedeutet so viel wie Hüte Dich! Belegt sind Phrasen wie:
- cave canem – Warnung vor dem Hunde!
- cave mulierem – Hüte dich vor der Frau!
- cave ignoscas – Beachte, nicht zu vergeben!
- cave linguam – Hüte deine Zunge! Hinweis unter Ärzten, dem Patienten gegenüber mit Aussagen vorsichtig zu sein.

Cave wird im medizinischen Sprachgebrauch verwendet, um mit Nachdruck warnend auf einen bestimmten Sachverhalt, z. B. auf Wechselwirkungen oder Komplikationen, aufmerksam zu machen.